# La Femme qui en savait trop
 (décembre 2016).
La Femme qui en savait trop est un roman de Guy des Cars publié en 1979.

## Résumé
Nadia est voyante à Paris. Elle découvre qu'une cliente, Celsa est mariée à son ex-amour, Marc, ingénieur, qui est en danger et que Celsa trompe avec Peter. Nadia va alerter Marc. Elle découvre que Hans, 1er mari de Celsa, a été tué. Marc lui avoue être aussi espion et elle découvre qu'il a tué Hans. Marc découvre que Celsa a photographié ses papier secrets. Nadia découvre qu'elle l'a fait pour Peter. Marc perd sa place d'espion. Nadia apprend la mort de Celsia. Marc refuse de l'aimer et elle se suicide.